# 威廉·布辛
威廉·阿爾伯特·布辛（英語：William Albert Bussing，1933年9月27日—2014年11月17日），又稱唐·威廉（Don William），是一名美國魚類學家，他職業生涯的大部分時間都在哥斯達黎加大學任教，從1966年工作到1991年。他於1978年被任命為教授，退休後成為榮譽教授。

## 早年生活和教育
布辛出生於加州洛杉磯。他的大學教育因應徵到韓戰服役和其他工作而中斷，1960年畢業於南加州大學，取得文學士學位，1961年取得教師學位。

## 職業生涯
畢業後，布辛獲得美洲文化公約獎學金，前往哥斯達黎加進行薩拉皮基縣維埃霍港河（Río Puerto Viejo）的魚類生態研究。這項研究的成果之一，是在1963年發表的第一篇論文中描述了一個新物種哥斯大黎加莖鱂，這是他90多篇著作中的第一篇。1962年，他在哥斯達黎加大學教授魚類學課程，1963年至1965年間，他致力於研究秘魯和智利沿岸的深海魚類，並取得碩士學位。1965年，他成為研究埃內韋塔克環礁附近魚類食草性的助理。1966年，他回到哥斯達黎加大學教授生物學。1968年，他成為哥斯大黎加大學動物學博物館的共同創辦人之一
1990年，他被聯合國糧食及農業組織（FAO）委任研究中部美洲和哥倫比亞太平洋斜坡的魚類分布情況，這項研究成果發表在FAO多本關於該地區商業開發魚類的指南中。他總共撰寫了90多篇論文和多本著作，並描述了約60種新物種。布辛描述的脊椎動物新物種比任何其他研究哥斯大黎加的動物學家都多。他和妻子邁爾納·洛佩斯（Myrna López）一起進行了大部分的探險，也和她一起出版了一些作品，並將物種獻給她和他們的孩子伊爾斯（Ilse）和艾瑞克（Erick）。

## 晚年生活
布辛於2014年11月17日在哥斯大黎加聖荷西因車禍重傷而逝世，享年81歲。

## 部分著作
- (1963). A new poeciliid fish, Phallichthys tico from Costa Rica. Contributions in Science (Los Angeles), No. 77, 1–13.
- (1965). Biology of the Antarctic Seas 2. Studies of the midwater fishes of the Peru-Chile Trench. Antarctic Research Series, 5, 185–227.